# Platypalpus prorsus
Platypalpus prorsus är en tvåvingeart som beskrevs av Axel Leonard Melander 1927. Platypalpus prorsus ingår i släktet Platypalpus och familjen puckeldansflugor. Inga underarter finns listade i Catalogue of Life.